# Текніска-гегскулан (станція метро)
59°20′45″ пн. ш. 18°04′17″ сх. д. / 59.345833° пн. ш. 18.071389° сх. д.
«Текніска-гегскулан» (швед. Universitetet) — станція Червоної лінії Стокгольмського метрополітену, обслуговується потягами маршруту Т14.
Станція була відкрита 30 вересня 1973 року як північна кінцева точка розширення від Естермальмстор'є. 
12 січня 1975 року лінію було продовжено далі на північ до Університету .

Відстань до Слюссена становить 4,5 км.
Пасажирообіг станції в будень —	25 750 осіб (2019)

Розташування: на межі Естермальм та Юргорден, поруч розташовані Королівський технологічний інститут та залізнична станція Стокгольм-Східний
Конструкція: склепінна глибокого закладення тбіліського типу  (глибина закладення — 25 м) з однією острівною прямою платформою.

## Операції
| Попередня станція            | Лінія | Лінія     | Лінія | Наступна станція    |
| ---------------------------- | ----- | --------- | ----- | ------------------- |
| Університет до Мербю-сентрум |       | Лінія T14 |       | Стадіон до Фруенген |